# 補破網
補破網，是1948年王雲峰作曲、李臨秋填詞的臺語歌曲，是同名戲劇的主題曲。「補破網」表面上是說「修補破損的漁網」，沒人幫忙。事實上「網」諧音「望」，意指「希望已經破碎」，需要一針一線地縫補起來。

## 迴響
本曲在臺灣戒嚴與白色恐怖時期，與《望你早歸》、《媽媽請妳也保重》、《望春風》以及《黃昏的故鄉》等並列臺獨及黨外運動勢力的五大精神歌曲，也因此使它被國民黨政府列為一首禁歌。國民黨的說法是，「補破網」歌詞暗指政府無能導致人民生活困苦，必須查禁。評論家指出，「補破網」暗示了當時戰後百廢待舉的社會宛如一張「破網」。